# Stranda
Stranda est une kommune de Norvège. Elle est située dans le comté de Møre og Romsdal.
La toponymie est reliée à l'ancien nom norrois et signifie « plage ».

L'église de la paroisse de Geiranger, dans la commune de Stranda, entourée du cimetière. Derrière le Geirangerfjord. Septembre 2019.